# Temporada 1994-95 de los Boston Celtics
La temporada 1994-95 fue la cuadragésimo novena de los Boston Celtics en la NBA. La temporada regular acabó con 35 victorias y 47 derrotas, acabando octavos de la Conferencia Este, clasificándose para los playoffs, en los que cayeron en prmera ronda ante Orlando Magic.

## Elecciones en el Draft
| Ronda | Puesto | Jugador        | Posición | Nacionalidad   | Universidad/Club |
| ----- | ------ | -------------- | -------- | -------------- | ---------------- |
| 1     | 9      | Eric Montross  | Pivot    | Estados Unidos | North Carolina   |
| 2     | 36     | Andrei Fetisov | Alero    | Rusia          | Fórum Valladolid |

## Temporada regular
| División Atlántico | División Atlántico | División Atlántico | División Atlántico | División Atlántico | División Atlántico | División Atlántico | División Atlántico | División Atlántico |
| Equipo             | G                  | P                  | %                  | PD                 | Casa               | Fuera              | Div                |                    |
| ------------------ | ------------------ | ------------------ | ------------------ | ------------------ | ------------------ | ------------------ | ------------------ | ------------------ |
| y-Orlando Magic    | 57                 | 25                 | .695               | —                  | 39–2               | 18–23              | 18–10              |                    |
| x-New York Knicks  | 55                 | 27                 | .671               | 2                  | 29–12              | 26–15              | 23–5               |                    |
| x-Boston Celtics   | 35                 | 47                 | .427               | 22                 | 20–21              | 15–26              | 14–14              |                    |
| Miami Heat         | 32                 | 50                 | .390               | 25                 | 22–19              | 10–31              | 9–19               |                    |
| New Jersey Nets    | 30                 | 52                 | .366               | 27                 | 20–21              | 10–31              | 13–15              |                    |
| Philadelphia 76ers | 24                 | 58                 | .293               | 33                 | 14–27              | 10–31              | 12–16              |                    |
| Washington Bullets | 21                 | 61                 | .256               | 36                 | 13–28              | 8–33               | 9–19               |                    |

## Playoffs

### Primera ronda
Orlando Magic  vs. Boston Celtics
| Fecha       | Partido                              | Ciudad  |
| ----------- | ------------------------------------ | ------- |
| 28 de abril | Orlando Magic 124, Boston Celtics 77 | Orlando |
| 30 de abril | Orlando Magic 92, Boston Celtics 99  | Orlando |
| 3 de mayo   | Boston Celtics 77, Orlando Magic 82  | Boston  |
| 5 de mayo   | Boston Celtics 92, Orlando Magic 95  | Boston  |
|             | Orlando Magic gana las series 3-1    |         |

## Estadísticas

### Temporada regular
| Rk | Jugador           | Edad | P  | PT | MP   | TC  | TCI  | %TC  | T3  | T3I | %T3  | TL  | TLI | %TL   | RO  | RD  | RT  | AS  | RB  | TAP | BP  | FP  | PTS  |
| -- | ----------------- | ---- | -- | -- | ---- | --- | ---- | ---- | --- | --- | ---- | --- | --- | ----- | --- | --- | --- | --- | --- | --- | --- | --- | ---- |
| 1  | Dee Brown         | 26   | 79 | 69 | 35.3 | 5.5 | 12.4 | .447 | 1.6 | 4.1 | .385 | 3.0 | 3.5 | .852  | 0.8 | 2.4 | 3.2 | 3.8 | 1.4 | 0.6 | 1.8 | 2.3 | 15.6 |
| 2  | Dino Radja        | 27   | 66 | 48 | 32.5 | 6.8 | 13.9 | .490 | 0.0 | 0.0 | .000 | 3.5 | 4.7 | .759  | 2.3 | 6.4 | 8.7 | 1.7 | 0.9 | 1.3 | 2.4 | 3.5 | 17.2 |
| 3  | Dominique Wilkins | 35   | 77 | 64 | 31.5 | 6.4 | 15.2 | .424 | 1.5 | 3.8 | .388 | 3.5 | 4.4 | .782  | 2.0 | 3.2 | 5.2 | 2.2 | 0.8 | 0.2 | 2.2 | 1.7 | 17.8 |
| 4  | Sherman Douglas   | 28   | 65 | 43 | 31.5 | 5.6 | 11.8 | .475 | 0.3 | 1.3 | .244 | 3.1 | 4.6 | .689  | 0.7 | 1.9 | 2.6 | 6.9 | 1.2 | 0.0 | 2.5 | 2.3 | 14.7 |
| 5  | Eric Montross     | 23   | 78 | 75 | 29.7 | 3.9 | 7.4  | .534 | 0.0 | 0.0 | .000 | 2.1 | 3.4 | .635  | 2.5 | 4.7 | 7.3 | 0.5 | 0.4 | 0.8 | 1.4 | 3.8 | 10.0 |
| 6  | David Wesley      | 24   | 51 | 36 | 27.1 | 2.5 | 6.1  | .409 | 1.0 | 2.3 | .429 | 1.4 | 1.8 | .755  | 0.6 | 1.7 | 2.3 | 5.2 | 1.6 | 0.2 | 1.7 | 2.8 | 7.4  |
| 7  | Xavier McDaniel   | 31   | 68 | 15 | 21.0 | 3.6 | 8.0  | .451 | 0.1 | 0.3 | .286 | 1.3 | 1.8 | .712  | 1.4 | 3.0 | 4.4 | 1.6 | 0.4 | 0.3 | 1.3 | 2.1 | 8.6  |
| 8  | Pervis Ellison    | 27   | 55 | 11 | 19.7 | 2.8 | 5.5  | .507 | 0.0 | 0.0 | .000 | 1.3 | 1.8 | .717  | 2.3 | 3.4 | 5.6 | 0.6 | 0.4 | 1.0 | 1.4 | 3.3 | 6.8  |
| 9  | Rick Fox          | 25   | 53 | 7  | 19.6 | 3.2 | 6.6  | .481 | 0.6 | 1.4 | .413 | 1.8 | 2.3 | .772  | 1.2 | 1.8 | 2.9 | 2.6 | 1.0 | 0.4 | 1.5 | 2.9 | 8.8  |
| 10 | Derek Strong      | 26   | 70 | 24 | 19.2 | 2.1 | 4.7  | .453 | 0.0 | 0.1 | .286 | 2.0 | 2.5 | .820  | 1.9 | 3.4 | 5.4 | 0.6 | 0.3 | 0.2 | 1.1 | 2.0 | 6.3  |
| 11 | Blue Edwards      | 29   | 31 | 7  | 16.4 | 2.7 | 6.3  | .426 | 0.4 | 1.4 | .256 | 1.4 | 1.5 | .896  | 0.8 | 1.3 | 2.1 | 1.5 | 0.6 | 0.3 | 1.3 | 2.1 | 7.1  |
| 12 | Greg Minor        | 23   | 63 | 8  | 15.0 | 2.5 | 4.8  | .515 | 0.0 | 0.2 | .167 | 1.0 | 1.2 | .833  | 0.8 | 1.4 | 2.2 | 1.0 | 0.5 | 0.3 | 0.7 | 1.4 | 6.0  |
| 13 | Jay Humphries     | 32   | 6  | 0  | 8.7  | 0.7 | 1.5  | .444 | 0.0 | 0.2 | .000 | 0.3 | 0.7 | .500  | 0.3 | 0.2 | 0.5 | 1.7 | 0.3 | 0.0 | 0.8 | 1.7 | 1.7  |
| 14 | Acie Earl         | 24   | 30 | 3  | 6.9  | 0.9 | 2.3  | .382 | 0.0 | 0.0 |      | 0.5 | 1.0 | .483  | 0.6 | 0.9 | 1.5 | 0.1 | 0.2 | 0.3 | 0.5 | 1.3 | 2.2  |
| 15 | James Blackwell   | 26   | 9  | 0  | 6.8  | 0.7 | 1.1  | .600 | 0.0 | 0.0 |      | 0.2 | 0.3 | .667  | 0.2 | 0.7 | 0.9 | 0.7 | 0.3 | 0.0 | 0.3 | 0.8 | 1.6  |
| 16 | Tony Dawson       | 27   | 2  | 0  | 6.5  | 1.5 | 4.0  | .375 | 0.5 | 1.5 | .333 | 0.5 | 0.5 | 1.000 | 0.0 | 1.5 | 1.5 | 0.5 | 0.0 | 0.0 | 1.0 | 2.0 | 4.0  |
| 17 | Tony Harris       | 27   | 3  | 0  | 6.0  | 1.0 | 2.7  | .375 | 0.0 | 0.3 | .000 | 2.7 | 3.0 | .889  | 0.0 | 0.0 | 0.0 | 0.0 | 0.0 | 0.0 | 0.3 | 0.7 | 4.7  |

### Playoffs
| Rk | Jugador           | Edad | P | PT | MP   | TC  | TCI  | %TC  | T3  | T3I | %T3  | TL  | TLI | %TL   | RO  | RD  | RT   | AS  | RB  | TAP | BP  | FP  | PTS  |
| -- | ----------------- | ---- | - | -- | ---- | --- | ---- | ---- | --- | --- | ---- | --- | --- | ----- | --- | --- | ---- | --- | --- | --- | --- | --- | ---- |
| 1  | Dee Brown         | 26   | 4 | 4  | 43.0 | 6.5 | 15.5 | .419 | 2.3 | 6.5 | .346 | 3.5 | 4.0 | .875  | 1.5 | 3.5 | 5.0  | 4.8 | 1.3 | 0.3 | 1.8 | 3.3 | 18.8 |
| 2  | Sherman Douglas   | 28   | 4 | 4  | 42.0 | 6.0 | 17.0 | .353 | 1.0 | 3.0 | .333 | 2.0 | 2.8 | .727  | 1.0 | 4.0 | 5.0  | 8.3 | 1.0 | 0.3 | 4.3 | 3.0 | 15.0 |
| 3  | Dino Radja        | 27   | 4 | 3  | 38.3 | 5.0 | 12.5 | .400 | 0.0 | 0.0 |      | 5.0 | 7.0 | .714  | 1.0 | 6.0 | 7.0  | 2.3 | 1.0 | 1.3 | 2.3 | 4.8 | 15.0 |
| 4  | Dominique Wilkins | 35   | 4 | 4  | 37.5 | 6.5 | 15.3 | .426 | 2.0 | 4.3 | .471 | 4.0 | 4.5 | .889  | 4.3 | 6.5 | 10.8 | 2.0 | 0.5 | 0.8 | 2.3 | 1.8 | 19.0 |
| 5  | Derek Strong      | 26   | 4 | 1  | 20.3 | 1.0 | 3.0  | .333 | 0.0 | 0.0 |      | 0.8 | 1.5 | .500  | 3.3 | 2.8 | 6.0  | 0.8 | 0.8 | 0.3 | 1.3 | 1.8 | 2.8  |
| 6  | Pervis Ellison    | 27   | 4 | 0  | 17.0 | 2.8 | 4.8  | .579 | 0.0 | 0.0 |      | 0.5 | 0.5 | 1.000 | 2.8 | 1.5 | 4.3  | 0.5 | 0.5 | 1.3 | 1.0 | 4.3 | 6.0  |
| 7  | Eric Montross     | 23   | 4 | 4  | 15.5 | 1.3 | 2.8  | .455 | 0.0 | 0.0 |      | 0.8 | 1.5 | .500  | 1.8 | 0.5 | 2.3  | 0.0 | 0.0 | 0.0 | 2.0 | 3.3 | 3.3  |
| 8  | Xavier McDaniel   | 31   | 4 | 0  | 14.8 | 1.3 | 4.3  | .294 | 0.0 | 0.3 | .000 | 0.8 | 1.0 | .750  | 0.5 | 1.0 | 1.5  | 1.3 | 0.0 | 0.0 | 1.5 | 1.3 | 3.3  |
| 9  | Acie Earl         | 24   | 1 | 0  | 10.0 | 1.0 | 3.0  | .333 | 0.0 | 0.0 |      | 0.0 | 2.0 | .000  | 1.0 | 1.0 | 2.0  | 0.0 | 0.0 | 1.0 | 0.0 | 4.0 | 2.0  |
| 10 | Greg Minor        | 23   | 4 | 0  | 9.3  | 1.3 | 3.3  | .385 | 0.0 | 0.0 |      | 0.3 | 0.3 | 1.000 | 0.3 | 0.0 | 0.3  | 0.5 | 0.3 | 0.3 | 0.3 | 0.8 | 2.8  |

## Galardones y récords
| Jugador       | Galardón                                |
| Eric Montross | 2.º Mejor quinteto de rookies de la NBA |